# Banja (obwód Burgas)
Banja (bułg. Баня) – wieś w Bułgarii, w obwodzie Burgas, w gminie Nesebyr. W 2023 roku liczyła 186 mieszkańców.